# Coppa del mondo di tuffi 2021 - Piattaforma 10 metri sincro femminile
Il concorso dei tuffi dalla piattaforma 10 metri sincronizzato maschile della Coppa del mondo di tuffi 2021 si è svolto il 2 maggio 2021 al Tokyo Aquatics Centre in Giappone.
La competizione è stata valida per la qualificazione ai Giochi olimpici estivi di Tokyo 2021.

## Programma
| Data          | Ora   | Evento      |
| ------------- | ----- | ----------- |
| 2 maggio 2021 | 10:00 | Preliminare |
| 2 maggio 2021 | 16:00 | Finale      |

## Risultati
Le nazioni contrassegnate dal grassetto si sono qualificate per le Olimpiadi tramite questo risultato. Quelle nei primi posti non in grassetto hanno ottenuto la qualificazione in un'altra manifestazione.
| Class   | Nazione       | Nome                                 | Preliminare | Preliminare | Finale | Finale |
| Class   | Nazione       | Nome                                 | Punti       | Class       | Punti  | Class  |
| ------- | ------------- | ------------------------------------ | ----------- | ----------- | ------ | ------ |
| Oro     | Canada        | Meaghan Benfeito Caeli McKay         | 285.09      | 6           | 305.94 | 1      |
| Argento | Gran Bretagna | Eden Cheng Lois Toulson              | 297.66      | 3           | 302.88 | 2      |
| Bronzo  | Germania      | Tina Punzel Christina Wassen         | 290.94      | 4           | 292.86 | 3      |
| 4       | Malaysia      | Leong Mun Yee Pandelela Rinong       | 290.70      | 5           | 288.36 | 4      |
| 5       | Messico       | Gabriela Agúndez Alejandra Orozco    | 312.54      | 1           | 286.56 | 5      |
| 6       | Russia        | Ekaterina Beliaeva Yulia Timoshinina | 309.90      | 2           | 286.26 | 6      |
| 7       | Giappone      | Matsumi Arai Minami Itahashi         | 280.38      | 7           | 281.58 | 7      |
| 8       | Ucraina       | Kseniia Bailo Sofiya Lyskun          | 270.90      | 8           | 272.94 | 8      |
| 9       | Italia        | Noemi Batki Chiara Pellacani         | 262.80      | 9           | 268.26 | 9      |
| 10      | Corea del Sud | Kwon Ha-lim Moon Na-yun              | 259.77      | 10          | 258.57 | 10     |
| 11      | Norvegia      | Anne Tuxen Helle Tuxen               | 253.23      | 11          | 241.68 | 11     |